# Gabriel Lezcano
Gabriel Lezcano Rivarola, nacido 18 de marzo de 1946 en Coronel Martínez, es un exfutbolista paraguayo. Jugaba de lateral izquierdo.

## Trayectoria
Llegó al Celta de Vigo procedente de Paraguay en la temporada 1967–68 con 21 años, militando en el club olívico durante nueve temporadas, hasta el año 1976.
Pese a su buen papel en el Celta, tuvo que salir por la puerta de atrás después de una larga lesión, siendo reclamado por Ignacio Eizaguirre que ya lo tenía entrenado en el pasado para jugar en el Córdoba CF, retirándose definitivamente en el Atlético Baleares. Durante su experiencia céltica disfrutó de las mieles de la primera clasificación del equipo para la copa de la UEFA y las penas del descenso a Segunda División y posterior recuperación de la máxima categoría.
Desde su retirada del fútbol se asentó en Vigo con su familia, en donde entrenó a equipos de las categorías inferiores del Celta.